# Fontaines-Saint-Clair
Fontaines-Saint-Clair é uma comuna francesa na região administrativa de Grande Leste, no departamento de Meuse. Estende-se por uma área de 6,23 km². Em 2010 a comuna tinha 50 habitantes (densidade: 8 hab./km²).